# Otto Haab
Otto Haab (19. dubna 1850 Wülflingen – 17. října 1931 Curych) byl švýcarský oftalmolog.

## Osobní život
Curyšská studia lékařství ukončil v roce 1875. Od roku 1874 byl asistentem Carla Josepha Ebertha na patologické anatomii. Od roku 1877 pak asistentem u Johanna Friedricha Hornera, jehož nástupcem se stal v roce 1886.

## Dílo
- Seznam děl v Souborném katalogu ČR, jejichž autorem nebo tématem je Otto Haab
- Pathologische Anatomie des Auges, v: Zieglers Lehrbuch der pathologischen Anatomie
- Hirnriden-Reflex der Pupille
- Atlas und Grundriss der Ophthalmoskopie und ophthalmoskopischen Diagnostik, Mnichov 1895
- Atlas der äusseren Erkrankungen des Auges nebst Grundriss ihrer Pathologie und Therapie, Mnichov 1899
- Atlas und Grundriss der Lehre von den Augenoperationen, Mnichov 1904